# Peter Urie

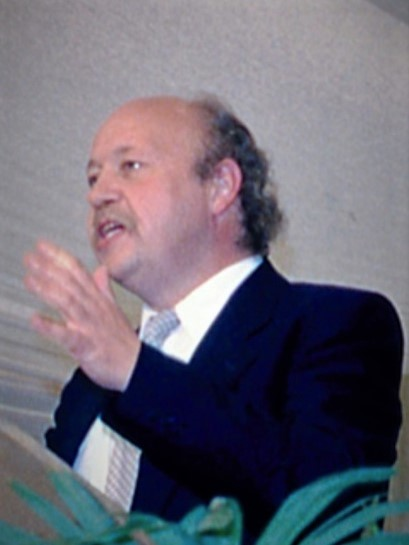
Peter Urie (1996)

Peter Urie (* 27. Januar 1955 in Salzwedel; † 15. September 2005) war von 2000 bis 2004 Bischof der Evangelisch-Lutherischen Kirche in der Republik Kasachstan (ELKRK).

## Leben
Nach einer Ausbildung zum Gießereifacharbeiter nahm Urie 1975 ein Predigerstudium am Theologischen Seminar des Evangelischen Gnadauer Gemeinschaftsverbandes in Falkenberg auf. Seit 1978 war er in den Gemeinschaftsbezirken Bitterfeld und Wittenberg-Gräfenhainichen in der Evangelischen Kirche der Kirchenprovinz Sachsen tätig und war dann bis 1997 Pfarrer in Radis.
Für den Aufbau der evangelischen Kirchen in den Nachfolgestaaten der Sowjetunion wurde Urie 1997 von seinem Amt freigestellt. Im Rahmen seiner Tätigkeit für die Evangelisch-Lutherische Kirche in Russland, der Ukraine, in Kasachstan und Mittelasien (ELKRAS) wirkte er in Moskau als Pfarrer der Kirchgemeinde „St. Peter und Paul“ und wurde zum Propst für Zentralrussland ernannt.
Im Dezember 2000 erfolgte seine Wahl zum Bischof der Evangelisch-Lutherischen Kirche in der Republik Kasachstan (ELKRK). Die Amtseinführung erfolgte im Juni 2001 in der kasachischen Hauptstadt Astana. Wegen einer schweren Erkrankung trat Urie im September 2004 vom Amt des Bischofs zurück. Amtsnachfolger wurde Juri Nowgorodow.
Schwerpunkt der Arbeit als Bischof war der Erhalt der evangelischen Kirche, deren Mitglieder fast ausschließlich Russlanddeutsche sind. Infolge der starken Auswanderung sind seit 1993 viele der ursprünglich 288 Kirchgemeinden erloschen, und im Jahre 2005 betrug die Anzahl der Gemeinden nur noch 52. Urie engagierte sich für den Erhalt des vom Abriss bedrohten Bethauses in Astana als eines der wenigen noch erhaltenen historischen Bauwerke der Stadt.
Peter Urie war mit Elena Urie verheiratet. Aus erster Ehe hatte er zwei Töchter.
Im Jahre 2004 begleitete die Dokumentarfilmerin Katrin Hartig den Bischof bei seiner Arbeit. Ihr Film erschien unter dem Titel Russlanddeutsche – Deutschlandrussen: Auf der Suche nach Heimat.